# Ivan Hlevnjak
Ivan Hlevnjak (ur. 28 kwietnia 1944 w El-Chott k. Suezu, Egipt, zm. 28 listopada 2015), chorwacki piłkarz, występujący na pozycji środkowego napastnika. Jego atrybuty fizyczne z czasów, gdy grał w piłkę nożną to 180 cm i 82 kg.

## Kariera klubowa
Karierę zaczynał w młodzikach zespołu Hajduk Split. W pierwszej lidze zadebiutował w sezonie 1962/1963 i do zdobycia wraz z zespołem ze Splitu mistrzostwa w sezonie 1972/1973 Hlevnjak w barwach Hajduka rozegrał 665 spotkań i zdobył 237 goli. Najczęściej występował jako rezerwowy, najbardziej udanym dla niego sezonem był 1970/1971, kiedy to Hajduk wywalczył mistrzostwo. W roku 1972 zdobył także Puchar marszałka Tity. Hlevnjak jest drugim w historii strzelcem klubu po Frane Matošiciu, który zdobył 739 goli.
W roku 1973 Hlevnjak wyjechał do Francji, gdzie grał do roku 1975 w zespole RC Strasbourg. W Strasburgu nie wiodło mu się zbyt dobrze i odszedł do drugoligowej drużyny SAS Épinal, gdzie grał do roku 1979.

## Kariera reprezentacyjna
Hlevnjak wystąpił trzy razy w młodzieżowej i trzy razy w dorosłej reprezentacji Jugosławii. Zadebiutował w niej 26 lutego 1969 w rozgrywanym w Splicie spotkaniu przeciwko Szwecji, następnie grał w Helsinkach w meczu w którym przeciwnikiem była Finlandia, a ostatnie spotkanie w reprezentacji Hlevnjak rozegrał w rozgrywanym 18 listopada 1970 w Zagrzebiu spotkaniu przeciwko RFN wygranym przez Jugosłowian 2:0.
- 1. 26 lutego 1969 Split,  Jugosławia -  Szwecja 2:1
- 2. 4 czerwca 1969 Helsinki,  Finlandia -  Jugosławia 1:5
- 3. 18 listopada 1970 Zagrzeb,  Jugosławia -  RFN 2:0